# Piney Green
 (mai 2025).
Piney Green est une census-designated place située dans le comté d'Onslow, dans l’État de Caroline du Nord, aux États-Unis. Lors du recensement de 2020, elle comptait 14 386 habitants.